# Apocalypse Now Redux
Apocalypse Now Redux è la versione restaurata e allungata (49 minuti in più) del film Apocalypse Now (1979), uscita nel 2001 con un nuovo montaggio e l'inserimento di una consistente quantità di scene scartate nella prima versione che conferiscono al film delle significative differenze tematiche ed espressive. Diretto da Francis Ford Coppola, il film è liberamente ispirato al romanzo di Joseph Conrad Cuore di tenebra. È interpretato, fra gli altri, da Martin Sheen, Marlon Brando, Robert Duvall, Laurence Fishburne, Dennis Hopper e Harrison Ford.
Presentato in anteprima fuori concorso in occasione del Festival di Cannes 2001 Apocalypse Now Redux ha avuto successo, ricevendo un buon riscontro dalla critica e dal pubblico. La nuova versione è stata proposta anche in DVD.

## Trama

### Scene aggiunte rispetto adApocalypse Now
- Durante l'attacco con elicotteri al villaggio vietcong, la cinepresa indugia su un pilota, interpretato dall'ex marine R. Lee Ermey, divenuto attore e pilota di elicotteri nelle Filippine, resosi poi celebre nel ruolo del Sergente Maggiore Hartman in Full Metal Jacket (1987). Una donna vietnamita con il figlioletto ferito in braccio corre dal tenente colonnello Kilgore. Il tenente colonnello rassicura il bambino e ordina ai suoi uomini di portarlo in ospedale.
- Nella versione originale, la parte del film in cui appare il tenente colonnello Kilgore termina con la famosa frase sull'odore del napalm (che odora di benzina e di vittoria). Nella versione estesa Redux è introdotta una scena successiva in cui il militare interpretato da Robert Duvall si dispera per come il bombardamento con il napalm abbia causato uno scemare delle onde, interrompendo l'ambita esibizione di surf; dopodiché il capitano Willard con una mossa fulminea ruba la tavola preferita dal comandante e si allontana di gran carriera insieme al suo plotone.
- Il giorno dopo lo squinternato spettacolo delle conigliette di Playboy, Chef ripensa ossessivamente alla sua playmate preferita, "Miss dicembre" e Clean lo ammonisce a dimenticare tutto, narrandogli la storia di un uomo analogamente invaghito d'una coniglietta al punto da arrivare ad uccidere un ufficiale sudvietnamita irrispettoso nei confronti della rivista su cui essa era rappresentata.
- Il capitano Willard arriva insieme ai suoi uomini in un campo di rifornimento allo sbando, privo di effettivo comando, sotto un'incessante pioggia monsonica. Willard cede del carburante al "traffichino" del luogo pur di far trascorrere ai suoi uomini alcune ore di "svago" proprio con le sospirate modelle di Playboy (non è chiaro come le ragazze abbiano fatto questa fine dopo la precipitosa fuga dallo show sull'acqua in cui stavano per essere abusate dai soldati sovreccitati). Chef corona il suo sogno con l'addestratrice di pappagalli "Miss maggio" (ex "Miss dicembre") mentre Lance si apparta con la giovane ed immatura playmate dell'anno. Clean è escluso dagli incontri (l'attore Fishburne aveva allora quindici anni).
- Dopo la morte di Clean, c'è la parte in assoluto più lunga tra quelle introdotte in questa versione estesa. Willard e gli altri dell'equipaggio raggiungono un avamposto francese in Cambogia, dove da decenni vive, isolata dal mondo, la famiglia De Marais, composta da proprietari terrieri impiantatasi dai tempi dell'Indocina francese, i quali offrono alla task force del capitano Willard la possibilità di riposare e dare degna sepoltura a Clean. Willard viene invitato a cena e ascolta una poesia in francese recitata da due bambini (interpretati dai figli del regista, Roman e Gio Coppola). A tavola i membri della famiglia espongono le loro teorie sul colonialismo, fra cui quelle del capofamiglia Hubert De Marais (Christian Marquand), riguardanti gli sbagli commessi dal colonialismo francese e che gli americani starebbero ripetendo, condannandosi a una sconfitta inevitabile in una guerra che, invece, potrebbero vincere. Alla fine della cena, Willard si intrattiene a fumare una pipa di oppio con Roxane Sarrault-De Marais (Aurore Clément), un'attraente ed intraprendente vedova, con cui poi trascorre la notte. Questa sezione di quasi 30 minuti (totalmente esclusa dalla pellicola originale) aiuta lo spettatore a comprendere la scelta di Kurtz a favore d'una conduzione spietata della propria guerra, necessaria proprio a causa degli errori che stanno compiendo le gerarchie militari.
- Quando nel villaggio cambogiano, divenuto regno del "semidio" Kurtz, giungono Willard, Lance e Chef (nel frattempo è morto anche Phillips, trafitto da una lancia), già nella versione originale assistiamo alla cattura del capitano (imprigionato in una gabbia di bambù strettissima), e alla decapitazione di Chef (rimasto sulla barca). La novità è che Kurtz fa visita a Willard per leggere e commentare alcuni articoli del Time sulla guerra del Vietnam e poi concedergli la libertà (di fatto, una "semilibertà" viste le circostanze).

Il nuovo doppiaggio presenta alcuni cambiamenti rispetto alla versione del 1979, con alcune espressioni edulcorate, per esempio il giudizio del tenente colonnello Kilgore sul delta del fiume Nung e la tipologia delle droghe che Chef acquista presso l'addetto allo spettacolo di Playboy.
Nel finale della versione originale compariva una scena notturna di bombardamenti accompagnata dalla colonna sonora e dai titoli di coda, erroneamente interpretato come un attacco aereo contro il villaggio di Kurtz, e per questo motivo il regista decise di sostituirla in Redux con un semplice sfondo nero che chiude la pellicola.

## Colonna sonora
La colonna sonora è stata pubblicata il 31 luglio 2001 dall'etichetta Nonesuch. Il disco contiene le tracce originali di Apocalypse now con l'aggiunta dei brani relativi alle nuove scene (Clean's Funeral, Love Theme).

### Tracce
1. The Doors – The End – 6:29
2. The Delta – 2:41 (musica: Carmine Coppola e Francis Ford Coppola)
3. Dossier – 2:09 (musica: Carmine Coppola e Francis Ford Coppola)
4. Orange Light – 1:16 (musica: Carmine Coppola e Francis Ford Coppola)
5. Cavalcata delle Valchirie – 1:50 (musica: Richard Wagner)
6. Dale Hawkins – Suzie Q – 3:23
7. Nung River – 2:44 (musica: Carmine Coppola, Francis Ford Coppola e Mickey Hart)
8. Do Lung – 4:06 (musica: Carmine Coppola, Francis Ford Coppola e Richard Hansen)
9. Rolling Stones – (I Can't Get No) Satisfaction – 3:55
10. Letters From Home – 1:14 (musica: Carmine Coppola e Francis Ford Coppola)
11. Clean's Death – 1:58 (musica: Carmine Coppola, Francis Ford Coppola e Mickey Hart)
12. Clean's Funeral – 2:56 (musica: Carmine Coppola e Francis Ford Coppola)
13. Love Theme – 3:06 (musica: Carmine Coppola e Francis Ford Coppola)
14. Chief's Death – 1:50 (musica: Carmine Coppola e Francis Ford Coppola)
15. Voyage – 3:08 (musica: Carmine Coppola e Francis Ford Coppola)
16. Chef's Head – 1:54 (musica: Carmine Coppola e Francis Ford Coppola)
17. Kurtz' Chorale – 1:29 (musica: Carmine Coppola e Francis Ford Coppola)
18. Finale – 6:06 (musica: Carmine Coppola e Francis Ford Coppola)

## Accoglienza

### Critica
Paolo Mereghetti sottolinea il ritmo più dilatato rispetto al film originale e il maggiore approfondimento dei temi della follia (individuale e collettiva) e del sesso. Non apprezza particolarmente il nuovo doppiaggio. Morando Morandini vede le parti aggiunte come delle interessanti digressioni dal filo conduttore principale del film, in particolare la parte dei francesi, relativamente alla quale rimarca l'inopportunità dell'uso di musica elettronica. Secondo Paolo Cherchi Usai «Apocalypse Now sta a Redux come l'Odissea sta all'Iliade». David Stratton evidenzia come le nuove scene si inseriscano nel film con naturalezza. Secondo Kim Newman il film risulta meno travolgente ma più intellettuale dell'originale.

## Distribuzione
Apocalypse Now Redux è stato distribuito negli Stati Uniti e in Danimarca, Germania, Italia, Paesi Bassi, Polonia, Spagna, Regno Unito, Brasile, Messico, Australia e Giappone incassando circa 12,5 milioni di dollari.
La locandina per il mercato italiano evidenzia il nome del giovanissimo Laurence Fishburne, reduce dal recente successo di Matrix.